# Ferdinand Alexander Porsche

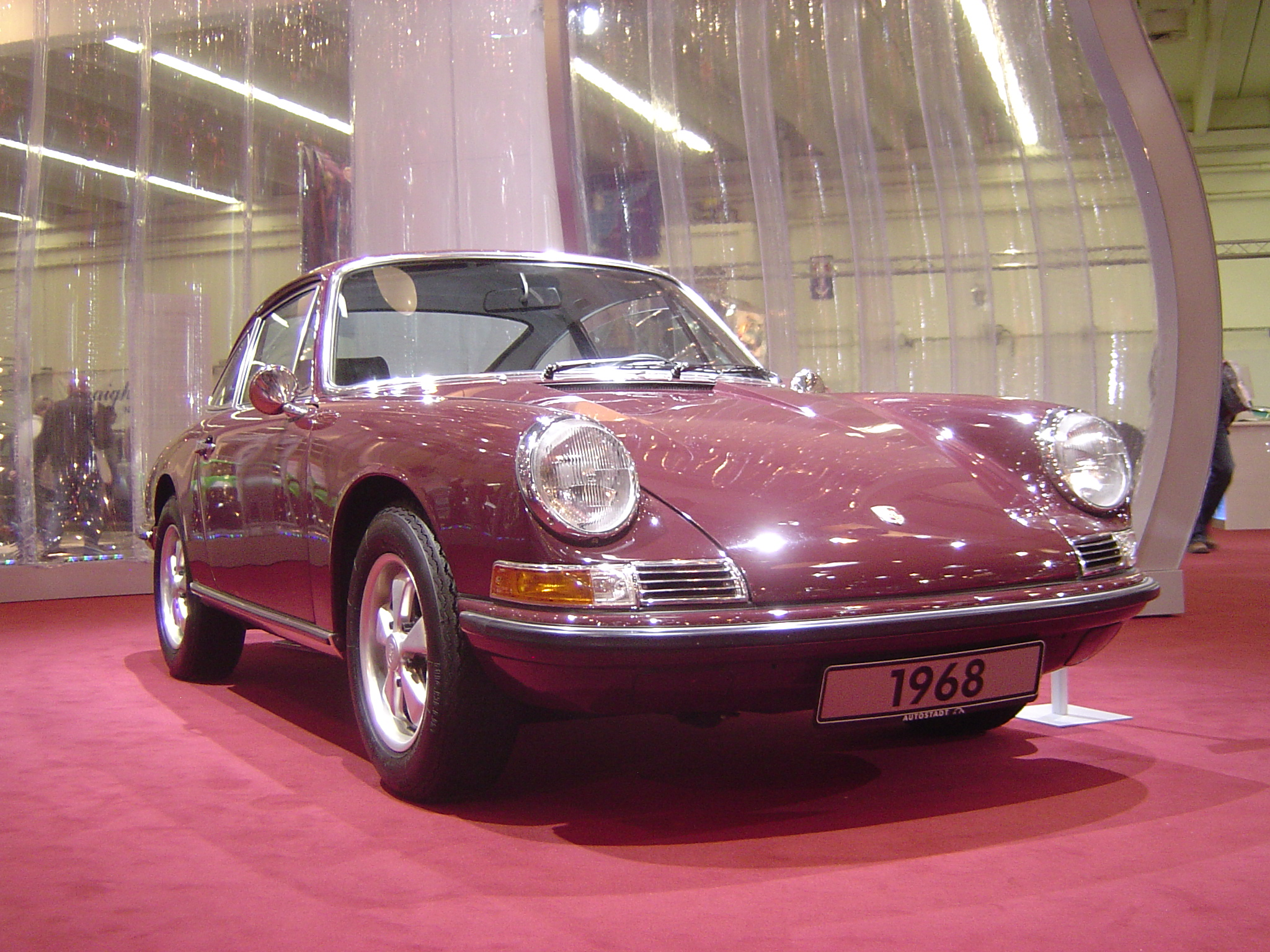
Porsche 911 uit 1968

Ferdinand Alexander Porsche (bijgenaamd "Butzi") Stuttgart, 11 december 1935 – Salzburg, 5 april 2012) was een Duitse auto-ontwerper. Hij ontwierp het eerste model van de Porsche 911 (oorspronkelijk gefabriceerd als Porsche 901). Ook de Porsche 904 werd door hem ontworpen.
Hij was een zoon van Ferry Porsche en kleinzoon van Ferdinand Porsche.
- Bibsys: 3087783
- Gemeinsame Normdatei: 121886387
- International Standard Name Identifier: 0000 0000 1591 2214
- Union List of Artist Names: 500463764
- Virtual International Authority File: 23009360
- WorldCat: E39PBJjmWrG6jdBB4QKtH6mWXd